# ریکاردو روخاس فریاس
ریکاردو روخاس فریاس (اسپانیایی: Ricardo Rojas Frías‎؛ زادهٔ ۱۵ ژوئن ۱۹۵۵) بوکسور اهل کوبا بود.